# Province de Tétouan
La province de Tétouan est une subdivision à dominante rurale de la région marocaine de Tanger-Tétouan-Al Hoceïma. Son chef-lieu est Tétouan.

## Démographie
| Municipalité       | Population en 1994 | Population en 2004 |
| ------------------ | ------------------ | ------------------ |
| Tétouan            | 276 833            | 320 539            |
| Oued Laou          | 10 146             | 11 135             |
| Azla               | 10 091             | 12 611             |
| Zaouiat Sidi Kacem | 9 479              | 10 495             |
| Al Hamra           | 8 698              | 10 156             |
| Beni Harchen       | 8 006              | 7 646              |